# شركة الطائرات المتحدة
شركة الطائرات المتحدة (بالإنجليزية: United Aircraft Corporation) (UAC) (بالعربية: شركة الاتحاد الروسي لصناعة الطائرات المساهمة العامة)، هي شركة روسية تعمل في مجال الطيران والدفاع. تمتلك الحكومة الروسية الحصة الكبرى في الشركة، التي تُعد مظلة موحدة تجمع تحتها معظم شركات تصنيع الطائرات الروسية الخاصة والحكومية، العاملة في مجالات تصميم وإنتاج وبيع الطائرات العسكرية، والمدنية، وطائرات النقل، والطائرات غير المأهولة. يقع المقر الرئيسي للشركة في شارع لينينغرادسكي، حي خوروشوفسكي، موسكو.
تنتشر أصول ومرافق الشركة في مناطق مختلفة داخل روسيا، كما أن لديها مشاريع مشتركة مع شركاء أجانب في كل من الصين والهند وإيطاليا.

## المنتجات الحالية
يحتوي هذا القسم على المنتجات الحالية والمستقبلية والتي يتم توزيعها تحت مظلة شركة الطائرات المتحدة [13

### طائرات مدنية
- أنتونوف أن-148
- إليوشن إي أل-114
- إليوشن إي أل-96
- ايركوت إم إس-21
- سوخوي سوبرجت 100
- سوخوي سوبرجت 130
- سوخوي سو-80
- توبوليف تي يو-204

### طائرات شحن
- إليوشن إي أل-114 تي
- إليوشن إي أل-96-400 تي
- إليوشن إل-214
- توبوليف تي يو-204C

### طائرات لأغراض خاصة
- بيريف بي إي -200

### طائرات عسكرية
- إليوشن إي أل-76
  - إليوشن إي أل-78
- ميكويان ميج-29
  - ميكويان جيروفيتش ميج-35
- سوخوي سو-25
- سوخوي سو-27
  - سوخوي سو-30
  - سوخوي سو-33
  - سوخوي سو-34
  - سوخوي سو-35 بي إم
- سوخوي سو-57
- ياكوفليف ياك-130